# Арначе
Арначе (словен. Arnače) — поселення в общині Веленє, Савинський регіон, Словенія. 
Висота над рівнем моря: 390,9 м.